# Cuzy
Cuzy település Franciaországban, Saône-et-Loire megyében. Lakosainak száma 111 fő (2022. január 1.). Cuzy Luzy, Charbonnat, Issy-l’Évêque és Montmort községekkel határos.

## Népesség
A település népességének változása:
| Lakosok száma | 138  | 121  | 122  | 119  | 116  | 112  | 109  | 111  | 111  |
|               | 2013 | 2015 | 2016 | 2017 | 2018 | 2019 | 2020 | 2021 | 2022 |